# Coccidiodictyon inconspicuum
Coccidiodictyon inconspicuum är en svampart som beskrevs av Oberw. 1989. Coccidiodictyon inconspicuum ingår i släktet Coccidiodictyon och familjen Septobasidiaceae.   Inga underarter finns listade i Catalogue of Life.